# Хасий
Хасий е химичен елемент с атомен номер 108 и означение Hs. Има няколко изотопа, най-стабилният от които, 270Hs, има период на полуразпад от 10 секунди. Смята се, че мета-изомерът 277mHs има период на полуразпад от приблизително 11 минути, но е наблюдаван само веднъж и не е експериментално потвърден.

## Откриване
Хасият е синтезиран за пръв път през 1984 г. от германски учени от института за изследване на тежки йони в Дармщат. Екипът бомбардира оловна мишена с ядра от 58Fe и получава 3 атома 265Hs в реакцията:
{\displaystyle {\ce {^{208}_{82}Pb + ^{58}_{26}Fe-> ^{265}_{108}Hs + ^{1}_{0}n}}}

## Наименование
Елементът с номер 108 исторически е известен като ека-осмий. По време на периода на несъгласия относно имената на елементите, IUPAC му дава временното име унилоктий (unniloctium, означение Uno).
През 1992 г. екипът на официално признатите откриватели предлага името хасий, от латинското име на Хесен, Hassia.
През 1994 г. комитет на IUPAC препоръчва елементът да бъде наречен ханий (hahnium, означение Hn).
Името хасий е международно прието през 1997 г.